# Mistrzostwa Europy w biegach górskich
Mistrzostwa Europy w biegach górskich – zawody lekkoatletyczne organizowane rokrocznie od 2002 pod auspicjami European Athletics.
Historia zawodów sięga 1994 roku kiedy pierwszy raz zorganizowano imprezę o zasięgu europejskim w biegach górskich, od 1995 organizatorem zawodów było Światowe Stowarzyszenie Biegów Górskich. Od 2002 roku zawody organizowane są przez European Athletics i posiadają oficjalnie rangę czempionatu Starego Kontynentu.

## Edycje
| Edycja | Gospodarz           | Data     |
| ------ | ------------------- | -------- |
| 2002   | Câmara de Lobos     | 7 lipca  |
| 2003   | Trydent             | 6 lipca  |
| 2004   | Korbielów           | 4 lipca  |
| 2005   | Heiligenblut        | 10 lipca |
| 2006   | Úpice               | 9 lipca  |
| 2007   | Cauterets           | 8 lipca  |
| 2008   | Zell am Harmersbach | 12 lipca |
| 2009   | Telfes im Stubai    | 12 lipca |
| 2010   | Saparewa Banja      | 4 lipca  |
| 2011   | Bursa               | 9 lipca  |
| 2012   | Denizli i Pamukkale | 7 lipca  |
| 2013   | Borowec             | 6 lipca  |
| 2014   | Gap                 | 12 lipca |
| 2015   | Porto Moniz         | 4 lipca  |
| 2016   | Arco                | 2 lipca  |
| 2017   | Kamnik              | 8 lipca  |
| 2018   | Skopje              | 1 lipca  |
| 2019   | Zermatt             | 7 lipca  |
| 2020   | Cinfães             | 4 lipca  |